# Walking Liberty Half Dollar
Der Walking Liberty Half Dollar ist eine US-amerikanische Silbermünze zu einem halben Dollar oder 50 Cent, die von 1916 bis 1947 geprägt wurde. Benannt ist die von Adolph Alexander Weinman gestaltete Münze nach ihrem Motiv, der schreitenden Freiheitsgöttin Lady Liberty.

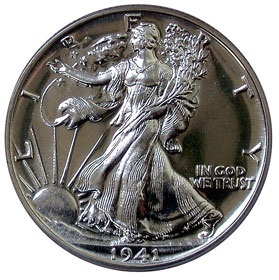
Vorderseite

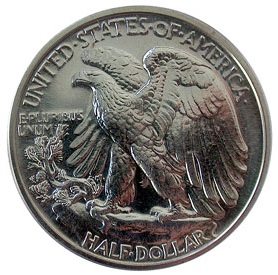
Rückseite

## Beschreibung
Die Münze zeigt auf ihrer Vorderseite die nach links schreitende, in ein langes Gewand gehüllte amerikanische Freiheitsgöttin „Lady Liberty“. Sie trägt eine phrygische Mütze und ist von der amerikanischen Flagge umgeben. In der linken Hand hält sie einen Eichen- und einen Olivenzweig, während der rechte Arm nach vorne ausgestreckt ist. Im Hintergrund ist ein Berg mit aufgehender Sonne zu sehen. Oben befindet sich die Inschrift „LIBERTY“ (engl.: Freiheit) und unten das jeweilige Prägejahr. Der Wahlspruch „IN GOD WE TRUST“ (engl.: Wir vertrauen auf Gott) und bis 1917 auch das Münzzeichen sind rechts positioniert, ein D für Denver und ein S für San Francisco. Ist kein Münzzeichen vorhanden, wurde die Münze in Philadelphia geprägt.
Auf der Rückseite ist der nach links gewandte amerikanische Wappenvogel, ein Weißkopfseeadler abgebildet. Er steht auf einen Felsen mit einer Kaktee. Darunter ist der Nennwert „HALF•DOLLAR“ angebracht. Der Landesname „UNITED•STATES•oF•AMERICA•“ befindet sich oben und der zweite Wahlspruch „E•PLURIBUS UNUM“ (lat.: aus vielen Eines) auf der linken Seite. Das Münzzeichen findet sich seit 1917 links neben dem Felsen.
Die Münze besteht aus 900/1000 Silberlegierung. Das Münzgewicht beträgt 12,5 g, was einem Feinsilberanteil von 11,25 g entspricht.

## Jahrgänge und Auflagen
Die folgende Tabelle enthält alle geprägten Jahrgänge und deren Auflage. In der letzten Spalte sind die Auflagen der Münzen in Polierte Platte (engl.: Proof) gelistet. Diese wurden ausschließlich in Philadelphia geprägt. Bei den mit einem Stern gekennzeichneten Jahrgänge befindet sich das Münzzeichen auf der Vorderseite, bei allen anderen auf der Rückseite.
| Jahr  | Philadelphia | Denver     | San Francisco | Proof  |
| ----- | ------------ | ---------- | ------------- | ------ |
| 1916* | 608.000      | 1.014.400  | 508.000       | –      |
| 1917* | 12.292.000   | 765.400    | 952.000       | –      |
| 1917  | 12.292.000   | 1.940.000  | 5.554.000     | –      |
| 1918  | 6.634.000    | 3.853.040  | 10.282.000    | –      |
| 1919  | 962.000      | 1.165.000  | 1.552.000     | –      |
| 1920  | 6.372.000    | 1.551.000  | 4.624.000     | –      |
| 1921  | 246.000      | 208.000    | 548.000       | –      |
| 1923  | –            | –          | 2.178.000     | –      |
| 1927  | –            | –          | 2.392.000     | –      |
| 1928  | –            | –          | 1.940.000     | –      |
| 1929  | –            | 1.001.200  | 1.902.000     | –      |
| 1933  | –            | –          | 1.786.000     | –      |
| 1934  | 6.964.000    | 2.361.400  | 3.652.000     | –      |
| 1935  | 9.162.000    | 3.003.800  | 3.854.000     | –      |
| 1936  | 12.614.000   | 4.252.400  | 3.884.000     | 3.901  |
| 1937  | 9.522.000    | 1.676.000  | 2.090.000     | 5.728  |
| 1938  | 4.110.000    | 491.600    | –             | 8.152  |
| 1939  | 6.812.000    | 4.267.800  | 2.552.000     | 8.808  |
| 1940  | 9.156.000    | –          | 4.550.000     | 11.279 |
| 1941  | 24.192.000   | 11.248.400 | 8.098.000     | 15.412 |
| 1942  | 47.818.000   | 10.973.800 | 12.708..000   | 21.120 |
| 1943  | 53.190.000   | 11.346.000 | 13.450.000    | –      |
| 1944  | 28.206.000   | 9.769.000  | 8.904.000     | –      |
| 1945  | 31.502.000   | 9.966.800  | 10.156.000    | –      |
| 1946  | 12.118.000   | 2.151.000  | 3.724.000     | –      |
| 1947  | 4.094.000    | 3.900.600  | –             | –      |